# Лака крстарица
Лака крстарица је назив који долази од израза „лаки оклопни крсташ“, и њиме се означава врста оклопљене крстарице која је настала почетком XX века као хибрид заштићене крстарице и оклопног крсташа, а убрзо је и заменила та два типа.

## Настанак

### Заштићене крстарице и оклопни крсташи
У периоду од 1890. до 1905. године, у свим ратним морнарицам долази на основу намене, до класификације крстарица на; I класу, II класу, и III класу. Крстарице I класе имале су улогу заштите сопствених комуникација и вођење крстаричког рата на океанима. Крстарице II класе, такође су имале исти задатак као и претходне, с тим што су због мањег депласмана њихова операцијска подручја, била мора. Крстарице III класе требало је да дејствују у склопу флотних састава. Основно наоружање крстарица, била је артиљерија, али су имале и 4 до 6, углавном надводних, торпедних цеви. Када се испоставило да крстарице I класе, имају и сувише слаб оклоп, Велика Британија, Француска и Сједињене Америчке Државе започињу са градњом нове врсте ратног брода, који је добио назив оклопни крсташ. Након Руско-јапанског рата, показало се да је оклоп крстарица II и III класе, толико слаб, да не може заштити виталне делове брода чак ни од топовских пројектила мањег калибра.

### Лаки оклопни крсташи
За прве „праве“ лаке крстарице, сматрају се британски бродови класе Аретуза из 1913, насталих као даљи развој извиђачких крстарица (Scout cruiser). Оне су се одликовале многим новитетима, од којих је главни био, оклопни појас у висини водене линије.
Заједно са изградњом крстарица класе класе Аретуза, појављује се и термин «лаке крстарице».
Приказујући сликовито у парламенту вредности ново изграђених крстарица, Винстон Черчил назива те бродове: „лако оклопљене крстарице“ (Light armored cruisers), представљајући их као јединствене, од малих флотних бродова, заштићене вертикално оклопном по целој дужини корпуса.

### Лондонска конференција
Под термином «Оклопљена крстарица», Британци су обично подразумевали све крупније бродове, те стога се из назива ускоро брише «Оклопљене» (Armored), и нови брови добијају назив «Лаке крстарице» (Light cruisers). Ускоро и остале државе прихватају назив лаке крстарице, али је званично назив «Лака крстарица», установљен тек након Лондонске поморске конференције 1930. године, када су и многе крстарице изграђене пре крстарица класе Аретуза, ретроактивно добиле назив «Лаке крстарице». Основни задаци нових бродова су били:
- Извођење извиђања у интересу главних снага флота.
- Подршка својим лаким снагама.
- Заштита бојних бродова од напада непријатељских разарача и торпиљера.

Упркос томе, што је таквих крстарица требало веома много, цена изградње је била јако велика. Као резултат високе цене градње, у Уједињеном Краљевству се праве пројекти за израду лаких крстарица од 3.000 – 5.000 тона, са другостепеним карактеристикама - нови бродови требало је да дејствују у ограниченом акваторијуму Северног мора. Мале размере бродова су утицале на смањење цене градње, и уочи Првог светског рата, Велика Британија је започела масовну градњу лаких крстарица тога типа
Огромно морско пространство Британске империје је захтевало и израду још једног типа крстарице – већег, са већом даљином пловљења и бољим условима за посаду, и коначно, са јачим наоружањем. Родоначелник нових лаких крстарица (Trade protection cruisers) биле су крстарице типа Чатам или Бирмингем Код нових крстарица депласман је повећан на 5.200 тона, а наоружане су топовима калибра 152 mm, што је британској флоти дало високоефективне бродове за борбу са рејдерима непријатеља, а уједно су предвиђене и као замена за крстарице класе Аретуза: просечна цена изградње крстарице класе Аретуза је била 285.000 фунти, а крстарица класе Четам 356.000 фунти».

## Карактеристике
Разлика између лаких и тешких крстарица је била прилично нејасна све до Вашингтонског поморског уговора из 1922. године, којим је установљен стандард према којем су тешке крстарице постале све оне с главним топом чији је калибар већи од 155 mm.
Величина ових јединица се креће од 5.000 па до око 8.000 тона, а максимална брзина од 33 до 37 чворова.